# كأس بلغاريا 1983–84
كأس بلغاريا 1983–84 (بالبلغارية: Купа на Народна република България 1983/84)‏ هو موسم من كأس بلغاريا. أشرف على تنظيمه اتحاد بلغاريا لكرة القدم، وفاز فيه ليفسكي صوفيا.